# Асгат (Завхан)
Асгат (монг. Асгат) — сомон аймака Завхан в западной части Монголии. Численность населения по данным 2010 года составила 807 человек.
Центр сомона — посёлок Асгат, расположенный в 215 километрах от административного центра аймака — города Улиастай и в 1027 километрах от столицы страны — Улан-Батора.

## География
Сомон расположен в западной части Монголии. Граничит с соседними сомонами Баянтэс и Баянхайрхан, а также с соседним аймаком Хувсгел. На территории Асгата располагаются горы Хурэнчулуут, Хар Хад.

## Климат
Климат резко континентальный.

## Инфраструктура
В сомоне есть школа, больница, культурный и торговый центры, кормовой цех.